# Бажбеук-Меликов, Александр Александрович
Александр Александрович Бажбеук-Меликов (Бажбеук-Меликян; 1891—1966) — советский живописец, художник и колорист армянского происхождения, заслуженный художник Грузинской ССР (1961).
В 1906-10 годах Бажбеук-Меликов учился в Тифлисском художественном училище, а с 1911 года в петербургской Академии Художеств. В 1922—1929 годах он преподавал в Народной художественной студии М. И. Тоидзе, с 1929 по 1938 год в тбилисской Академии Художеств.

## Биография
Александр Александрович Бажбеук-Меликов родился в Тифлисе в 1891 году в семье служащего. Бажбеук-Меликовы были коренными жителями этого города.
В 1903 году Бажбеук-Меликов после посещений вечерних занятий художественной школы поступает в Училище живописи и скульптуры Кавказского Общества поощрения изящных искусств.
В 1910 году Александр Александрович едет в Москву, где обучается в студии художника В. Н. Мешкова, и затем переезжает в Петербург и поступает в Академию художеств.
В 1913 году Бажбеук-Меликов призывается в армию, а с 1914 по 1918 г. находится на фронте в Одесском Округе.
В 1917 г. он возвращается в Тбилиси, и этот год стал началом его самостоятельной художественной деятельности.
С 1922 по 1929 гг. Бажбеук-Меликов преподаёт в студии М. Тоидзе и до 1937 г. — в Академии художеств Грузии.
Его картины выставлялись:
- 1918 — вместе с грузинским художником Ладо Гудиашвили, в Тифлисе
- В 1935 г. — в Ереване
- В 1968 г.- посмертная выставка — в Тбилиси, Москве и Ереване.

Бажбеук-Меликов жил с семьёй, состоящей, кроме него, из трёх человек, в одной комнате, которая служила ему одновременно мастерской, спальней и кухней. Но тяжёлые материальные и бытовые условия не отразились на его творчестве. Невзирая ни на что, он неустанно работал, считая, что художнику, кроме красок и холста — ничего не нужно. 

## Семья
- Первая жена — Нектар. Дочь: Лавиния.
- Вторая жена — Лидия Мешкорудникова. Дочь: Зулейха.